# 8.º Distrito Congressional da Califórnia
O 8º Distrito Congressional da Califórnia (em inglês:  California's 8th congressional district) é um dos 53 Distritos Congressionais do Estado norte-americano da Califórnia, segundo o censo de 2000 sua população é de 639.087 habitantes.
O distrito deu a John Kerry em 2004 cerca de 84,2% dos votos, em 2008 Barack Obama venceu no distrito com 85,22% dos votos, seguindo a tendência de 2004, o distrito atualmente é representado pela ex-presidenta da câmara Nancy Pelosi.